# Theria (papillon)
Genre
Theria est un genre de lépidoptères (papillons) de la famille des Geometridae, de la sous-famille des Ennominae.

## Liste des espèces
Selon BioLib (25 février 2023) et Fauna Europaea (25 février 2023) :
- Theria primaria (Haworth, 1809) - La Phalène précoce
- Theria rupicapraria (Denis & Schiffermüller, 1775) - La Phalène chamoisée